# Patricia Knight

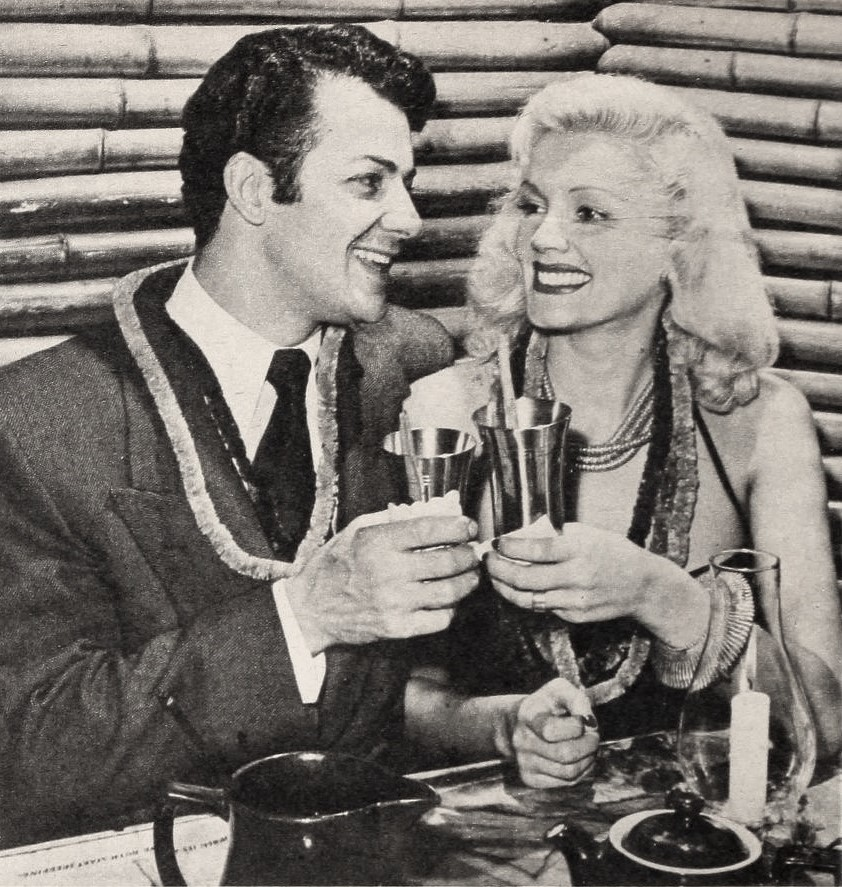
Patricia Knight trinkt mit Cornel Wilde Coffee Grog, 1946

Patricia Knight  (* 28. April 1915 in Boston, Massachusetts; † 26. Oktober 2004 in Hemet, Kalifornien), eigentlich Marjorie Heinzen, war eine amerikanische Schauspielerin.

## Leben und Karriere
Patricia Knight wurde 1915 als Marjorie Heinzen geboren. 1936 hatte sie in einem Produzentenbüro den Schauspieler Cornel Wilde getroffen. Das junge Paar ging nach Elkton, Maryland, wo sie am 1. September 1937 heirateten. Ihr einziges, gemeinsames Kind, ihre Tochter Wendy Wilde, die ebenfalls Schauspielerin wurde, wurde am 22. Februar 1943 in Los Angeles geboren. Ihre ersten Rollen bekam Knight 1947 in den Filmen Brennende Grenze und Roses Are Red. 1949 spielte sie zusammen mit ihrem Ehemann in Unerschütterliche Liebe. 1951 ließ sich das Paar scheiden. In The Magic Face, ebenfalls aus dem Jahr 1951, hatte sie auch einen Auftritt. 1954 hatte sie ihren letzten Filmauftritt in The Lone Wolf. Am 24. Oktober 1954 heiratete Knight den Geschäftsmann Niels Larson und zog mit ihm nach Europa. Erst 1969 zogen sie zurück in die Vereinigten Staaten, wo er 1971 verstarb. Später heiratete sie den Bauberater David Wright und zog mit ihm nach Hemet, Kalifornien, wo er am 22. Mai 1996, und sie am 26. Oktober 2004 starb.

## Filmografie
- 1947: Brennende Grenze (The Fabulous Texan)
- 1947: Roses Are Red
- 1949: Unerschütterliche Liebe (Shockproof)
- 1950: The Second Face
- 1951: The Magic Face
- 1954: The Lone Wolf